# سوخودیلسک

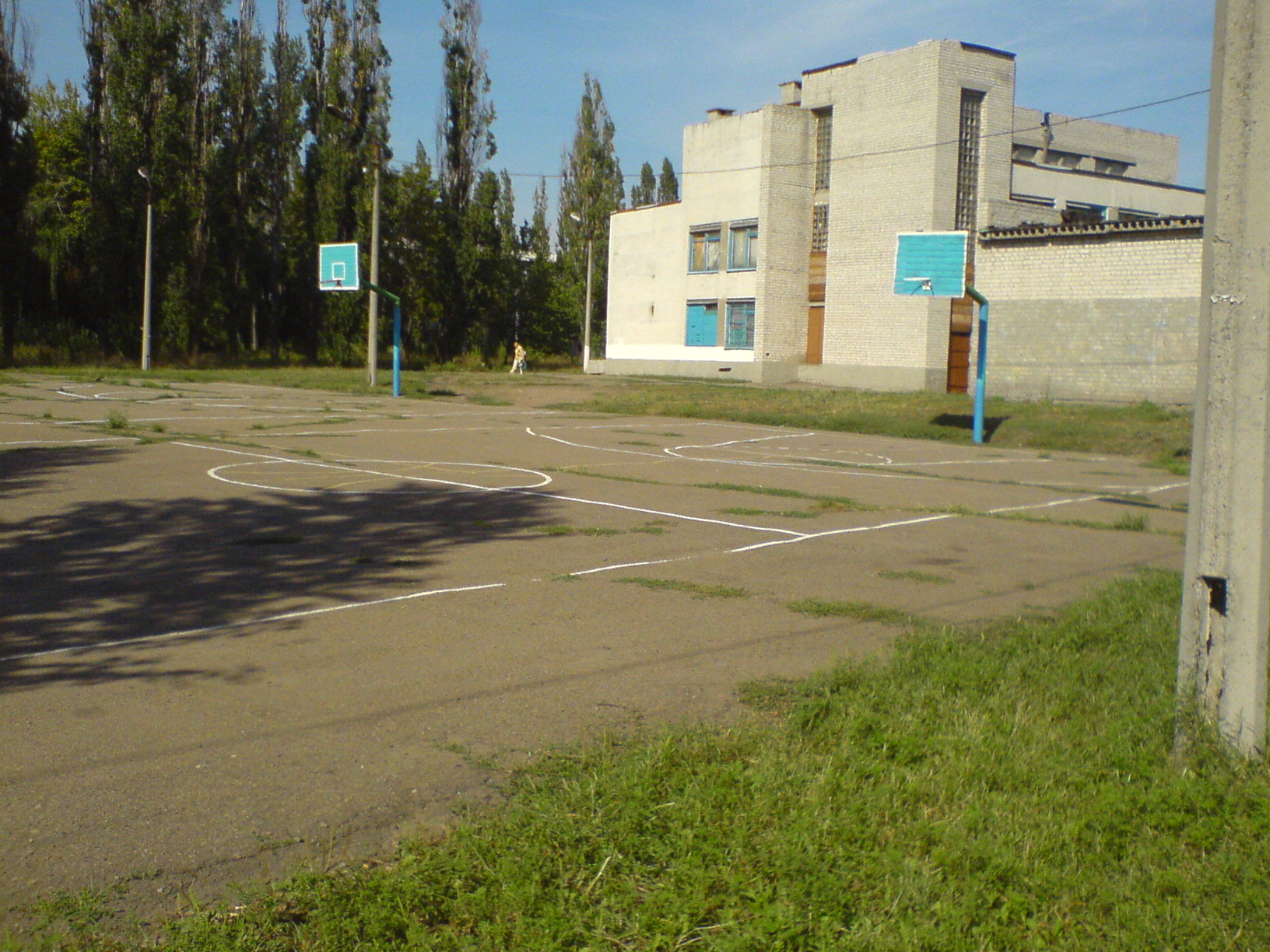
نمایی از یک دبیرستان در شهر سوخودیلسک، استان لوهانسک - ۲۰۰۷

سوخودیلسک (به روسی: Суходільськ) شهری در استان لوهانسک در کشور اوکراین واقع شده‌است. جمعیت این شهر ۲۰,۴۷۴ نفر (۲۰۲۱ تخمینی) است.